# 小松中央公園
小松中央公園（こまつちゅうおうこうえん）は、愛媛県西条市小松町新屋敷甲2427番地にある都市公園（総合公園）である。

## 概要
敷地面積は23万9200平方メートルで、その中央を東西方向に松山自動車道が横切っており、公園の中央部には石鎚山サービスエリアが、南部には温泉施設も備えた道の駅小松オアシスが立地している。園内には、テニスコート、オートキャンプ場、グランドゴルフ場、スケートボード場などがある。東端部は中山川の支流である小松川の左岸に接している。この他、公園のすぐ北には愛媛県立小松高等学校が立地している。
最寄の鉄道駅はJR四国の予讃線の伊予小松駅だが約1キロメートル離れている。

## 歴史
小松中央公園は旧小松町時代の1977年に整備計画が練られ、1981年から施設整備が始められた。その後、1994年に松山自動車道石鎚山サービスエリアが公園に隣接して開設されたため、さらに拡張して整備が続けられた。2004年の市町村合併に伴い西条市の管理下に移り、2005年には温泉施設も備えた道の駅小松オアシスも開設された。現在の小松中央公園という形で正式に開園されたのは、2006年4月6日のことである。